# Bandera de Umbría
La bandera de Umbría es uno de los símbolos oficiales de la región de Umbría, Italia. La bandera actual fue adoptada oficialmente el 18 de marzo de 2004,  aunque el emblema y el confalón se utilizaban desde la década de 1970. La Ley Regional del 18 de mayo de 2004 oficializó la bandera y añadió las palabras Regione Umbria («Región de Umbría») en rojo, centradas en la quinta parte inferior de la bandera, aunque en el uso común, el texto se omite. 

## Historia y simbolismo
La bandera de Umbría está inspirada en un estandarte diseñado por los arquitectos Gino y Alberto Anselmi, ganadores de un concurso de 1971, quienes describieron el simbolismo:

Ci premeva [...] che stemma e gonfalone divenissero segnali di quel territorio [l'Umbria, ndr], e che quindi rispecchiassero lo spirito, le tensioni, l'atmosfera, i colori di quei luoghi che ancora vivono di profonde valenze medievali.

We proposed [...] that the emblem and gonfalon would become signs of that territory [Umbria, ed], and thus would reflect the spirit, the tensions, the atmosphere, the colors of those places that still live on in deep medieval values.

El símbolo en el centro de la bandera representa las tres velas de la Festa dei Ceri, que se celebra anualmente el 15 de mayo en Gubbio, Perugia, en honor a San Ubaldo Baldassini.
El escudo de armas y la bandera de la región se definen oficialmente como:

Lo Stemma della Regione è costituito da elementi geometrici raffiguranti in sintesi grafica i tre ceri di Gubbio, di colore rosso, delimitati da strisce bianche, in campo argento di forma rettangolare, come rappresentato nel bozzetto allegato, che forma parte integrante della presente legge…La Bandiera della Regione è formata da un drappo di forma rettangolare, del colore del Gonfalone, con al centro lo Stemma di cui all' articolo 2, di dimensioni pari a tre quinti dell'altezza della Bandiera stessa, con la scritta "Regione Umbria" in rosso nel quinto inferiore.
(L.R. 18 de mayo de 2004, N.5, Art.2–4)

El Escudo de Armas de la Región está formado por elementos geométricos que representan en síntesis gráfica las tres velas de Gubbio, rojas, bordeadas por franjas blancas, sobre un campo plateado de forma rectangular, como se muestra en el croquis adjunto, que forma parte integrante de esta Ley... la Bandera de la Región consta de un paño de forma rectangular, del mismo color que el gonfalón, con el escudo a que se refiere el artículo 2 en el centro, de dimensiones iguales a tres quintos de la altura de la propia Bandera, con la inscripción "Región de Umbría" en rojo en el quinto inferior.
(Ley Regional de 18 de mayo de 2004, número 5, artículos 2–4)

## Galería

Bandera de Umbría propuesta por Lega Nord
Bandera de la República de Cospaia